# Умаров, Акобир Козихонович
Акобир Козихонович Умаров (30 декабря 1936, Ленинабад, Таджикская ССР, СССР — 16 января 2018, Таджикистан) — советский и таджикский хозяйственный, партийный и государственный деятель, депутат Верховного Совета Таджикистана (1975—1987).

## Биография
Родился 30 декабря 1936 года в Ленинабаде.
Окончил факультет энергетики Таджикского политехнического института (1961) и Ташкентскую ВПШ (1980). Член КПСС с 1966 г.

### Трудовая деятельность
- 1961—1965 — инженер-электрик Ленинабадского электросетевого района,
- 1966—1971 — председатель Республиканского комитета профсоюза работников электростанций и электротехнической промышленности Таджикской ССР,
- 1971—1973 — директор Северного электросетевого района (Ленинабад),
- 1973—1974 — директор Нурекской ГЭС,
- 1974—1985 — первый секретарь Ленинабадского горкома КП Таджикистана,
- 1985—1988 — начальник Ленинабадского облуправления профтехобразования,
- 1988—1996 — директор Ленинабадских электросетей «Барки тоджик».
- 1997—2006 — начальник отдела энергетического координационного центра «Барки тоджик» по Ленинабадской области.

Член ЦК КП Таджикистана (1975—1987). Депутат Верховного Совета Таджикской ССР 8-10 созывов.
Награждён орденами Трудового Красного Знамени и «Знак Почёта», Почётной грамотой Президиума Верховного Совета Таджикской ССР, а также медалями «В ознаменование 100-летия со дня рождения Владимира Ильича Ленина» и «Ветерана труда»